# Лаврово (Томський район)
Ла́врово (рос. Лаврово) — присілок у складі Томського району Томської області, Росія. Входить до складу Рибаловського сільського поселення.

## Населення
Населення — 124 особи (2010; 187 у 2002).
Національний склад (станом на 2002 рік):
- росіяни — 84 %